# Presidente electo
Se denomina presidente electo a la persona que ha sido elegida para el cargo de presidente, mientras no ha tomado posesión del cargo (de facto). Habitualmente, un ciudadano ostenta la calidad de presidente electo desde que se le proclama como vencedor en la respectiva elección lo que puede suceder con el solo anuncio del resultado de la elección o requerir el pronunciamiento o declaración solemne de algún órgano constitucional.

## Regulación por países

### Chile
En Chile, formalmente y de acuerdo a la Constitución Política de 1980, ostenta la calidad de «presidente electo» el candidato ganador de la elección respectiva, desde que así es proclamado por el Tribunal Calificador de Elecciones (TRICEL), luego del  proceso de calificación de la elección presidencial, el que debe quedar concluido dentro de los 15 días siguientes a la primera o segunda votación, según corresponda; dicha proclamación, una vez efectuada por el TRICEL, debe ser comunicada de inmediato al presidente del Senado. Es decir, para adquirir la calidad de presidente electo no basta el anuncio del resultado por parte del Servicio Electoral (SERVEL).

### España
En España, formalmente el pueblo español no tiene aún reconocido el derecho a elegir a su propio presidente del Gobierno. En el país europeo, tal responsabilidad recae en el Congreso de los Diputados, órgano legislativo que sí es directamente electo por los españoles de acuerdo con su procedimiento constitucional. Un nuevo presidente puede ser electo constitucionalmente por el Congreso de los Diputados en varios supuestos, aunque habitualmente lo ha venido siendo tras la celebración de elecciones al Congreso de los Diputados.
Es por ello que, habitualmente, en los medios de comunicación españoles, se designe como "presidente electo" a aquel diputado electo con un cargo orgánico más importante en el partido que obtenga mayor número de votos en las elecciones al Congreso de los Diputados. Se presume, pues, en el subconsciente popular, que dicho candidato podrá reunir con facilidad los apoyos necesarios en el Congreso para ser investido presidente del Gobierno en un plazo de tiempo relativamente corto. Esto es lo que acabó sucediendo tras las elecciones de 1979, 1982, 1986, 1989, 1993, 1996, 2000, 2004, 2008, 2011, 2016 y noviembre de 2019, cuando el partido que ganó las elecciones pudo investir finalmente a su candidato como presidente del Gobierno.
Sin embargo, esto no es ni mucho menos una norma no escrita en el sistema constitucional español. En 2015 y en abril de 2019, el "presidente electo" no logró la ratificación parlamentaria requerida y hubieron de repetirse las elecciones.
Además, en ocasiones, el "presidente electo" es designado por el Congreso de los Diputados sin participación popular, a falta del cumplimiento del resto de requisitos legales. Esto ocurrió en 1981, tras la dimisión del presidente Suárez, y en 2018, tras la censura al presidente Rajoy.

### Estados Unidos
En los Estados Unidos, los miembros del colegio electoral de Estados Unidos son elegidos por los ciudadanos estadounidenses en noviembre cada cuatro años; en diciembre, están en sesión y de turno eligen el Presidente de los Estados Unidos; finalmente, el presidente de los EE. UU asume el poder en enero. Uno se hace el presidente electo oficialmente solo después de ser elegido por el Colegio Electoral , pero extraoficialmente la persona elegida en las elecciones generales de noviembre se llama el presidente electo incluso antes de que el Colegio Electoral se reúna; más exactamente es el presidente designado hasta que el Colegio Electoral se reúne y vota. Un ejemplo del efecto práctico del estatus oficial se encuentra en la provisión de la Constitución de los Estados Unidos que si el presidente electo muera, el vicepresidente electo se hace presidente en el Día de Inauguración. Esta regla solo toma efecto después de la reunión del Colegio Electoral. Si la persona extraoficialmente llamada el presidente electo muere antes de esta reunión, el Colegio Electoral tendría mucha discreción a elegir otra persona. 
Sin embargo, existe una percepción casi omnipresente de que un presidente es elegido por las elecciones generales y no por el Colegio Electoral, que hizo mucho para impulsar la consternación e impaciencia para la rápida resolución de la situación que supuso el recuento en Florida durante las elecciones de Bush y Gore en 2000. 
Las elecciones presidenciales de los EE. UU. tienen lugar en noviembre, pero el mandato del presidente en funciones no caduca hasta el 20 de enero del año siguiente. Los presidentes y/u otros políticos, usualmente reunirán un 'equipo de transición presidencial' de algún tipo, para preparar para la transferencia de poder fácil después de la inauguración. El presidente a menudo trabaja de cerca con el presidente electo sobre asuntos de política importantes durante los últimos tres meses del mandato del presidente, para asegurar una transferencia y continuidad fácil de operaciones que tienen intereses nacionales significantes. El fracaso histórico de James Buchanan al hacer esto cuando fue presidente y Abraham Lincoln fue el presidente electo se considera como una de las razones que llevó a cabo la guerra de Secesión. El problema fue hecho peor debido al hecho de que antes de 1936/37, el presidente-electo no asumiera el poder hasta el marzo, cinco meses después de las elecciones populares. 
Durante este momento, el presidente se refiere a un inútil porque ya ha logrado lo mucho que puede para promover las políticas y agendas de su administración, y usualmente no está en una posición para hacer muchas decisiones substantivas. 
A mediodía del 20 enero después de un año de elecciones presidenciales, el mandato del presidente caduca por mandato constitucional, y el presidente electo se hace el presidente de los EE. UU. Este procedimiento ha sido el sujeto de muchas malas interpretaciones y leyendas urbanas, como el mito de la presidencia que duró solo un día de David Rice Atchison, que no solo se predica en asunciones falsas sino que también es defectuoso lógicamente. El juramento formal de mando no afecta el acceso a y ocupación del cargo de la presidencia que, en el caso del presidente estadounidense, procede ipso facto, desde la caducidad del mandato del predecesor.

### Venezuela
El Presidente electo de la República Bolivariana de Venezuela, es el título con el que se nombra al candidato que resultó ganador en las elecciones presidenciales en Venezuela, durante el período constituido entre el anuncio de los resultados electorales hasta su toma de posesión en su primer año de mandato.
Según lo establecido en la Constitución; el presidente electo es elegido en elecciones mediante votación popular, el candidato que haya obtenido el mayor número de votos válidos se proclamará electo. Tras el escrutinio de votos, el Consejo Nacional Electoral, es el organismo encargado de anunciar y proclamar al nuevo Presidente electo de la República. El mandato del Presidente electo se oficializa con su toma de posesión, mediante un juramento hacia la ley constitucional ante el pleno de la Asamblea Nacional el día 10 de enero del primer año de su período constitucional. Aunque la misma Constitución establece que si por cualquier motivo sobrevenido, el presidente electo es incapaz de juramentarse ante la Asamblea Nacional, debe hacerlo frente al Tribunal Supremo de Justicia.
En casos de falta absoluta del Presidente electo antes del día de posesión, se deberá convocar elecciones dentro de los siguientes 30 días. El Presidente de la Asamblea Nacional asumirá el interino mientras se realizan nuevas elecciones.